# 宗方姊妹
《宗方姊妹》，是日本導演小津安二郎於1950年拍攝的電影。敘述兩位個性迥然不同姐妹的故事，因而對於愛情及幸福亦採取了不同的觀點，但皆緊扣著「女性自主」的電影主題。

## 劇情
姐姐經營一家酒吧，當舊情人回到故鄉，妹妹鼓勵姐姐傾聽自己內心的聲音。因為妹妹發現姐姐的丈夫因失業在家，有意無意的因失志而精神虐待姐姐。姐姐了解先生失業的難過盡力維持家庭的運作。惟有一天因丈夫因知道姐姐和舊情人見面喝醉酒打了姐姐，逼她離婚，丈夫不久喝倒在地竟因而過世了。
妹妹及舊情人皆想既然中間的阻礙原因已自然消失，姐姐應該更無顧慮可光明正大和舊情人在一起。但是經過思考，在一間姐姐以前和舊情人常去的寺廟裡，姐姐向舊情人表明了自己已無法和他在一起。